# Alex Riley
Alex Riley, pseudonimo di Kevin Robert Kiley (Fairfax Station, 28 aprile 1981), è un ex wrestler, attore e commentatore sportivo statunitense, noto per i suoi trascorsi nella World Wrestling Entertainment tra il 2007 e il 2017.

## Biografia
Kevin Kiley ha studiato presso la Robinson Secondary School di Fairfax Station (Virginia), dove ha giocato a calcio e pallacanestro.

## Carriera

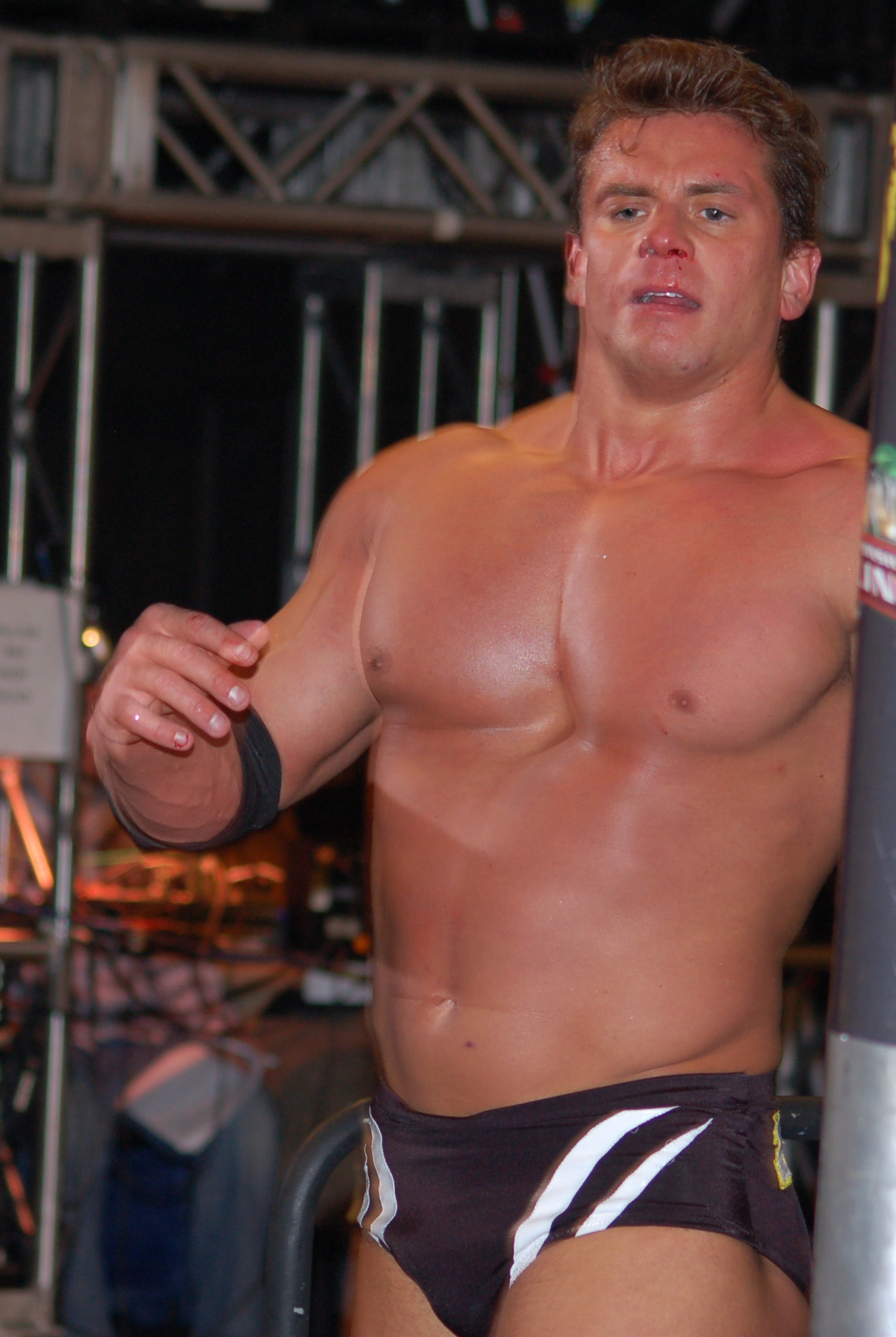
Alex Riley nel gennaio del 2010

Nel 2007 Kiley firma un contratto di sviluppo con la World Wrestling Entertainment e viene mandato alla Florida Championship Wrestling dove debutta il 30 ottobre 2007 sotto il suo vero nome perdendo contro Shawn Osbourne. Successivamente sconfigge Sebastian Slater e Jack Gabriel. Nel settembre 2008 cambia il suo ring name in Carson Oakley. Forma un Tag Team con Scotty Goldman ma l'assalto al FCW Florida Tag Team Championship di Tyson Kidd e David Hart Smith nel novembre 2008 è un fallimento. Presto, cambierà il suo nome in Alex Riley e adotta una gimmick da universitario presuntuoso che indossa una giacchetta di Letterman. Nel 2009, si iscrive alla "lotteria" che avrebbe decretato il nome del primo sfidante al FCW Florida World Heavyweight Title. Il nome estratto è il suo ma perde nel triple treath che includeva il campione Tyler Reks e Johnny Curtis. A metà 2009 compete in diversi dark match contro Jamie Noble, MVP e Jimmy Wang Yang e appare in diversi house show. Il 18 marzo 2010 Alex Riley sconfigge il campione in carica Justin Gabriel e Wade Barrett in un Triple Treath e diventa FCW Florida Heavyweight Champion ma perde il titolo il 22 luglio in un triple threat in favore di Mason Ryan. Nella sfida era presente anche Johnny Curtis.

Il 1º giugno 2010, The Miz annuncia che sarà il mentore di Alex Riley durante la seconda stagione di WWE NXT. Riley fa il suo debutto il 15 giugno sconfiggendo Kaval. Lo stesso Kaval schiena Alex Riley nel six-man tag team match della settimana successiva. La stessa sera Alex Riley viene classificato quarto dietro a Micheal McGillicutty, "Showtime" Percy Watson e Kaval. Nella seconda votazione, Riley riesce a superare Percy Watson e si classifica terzo. Nella puntata di NXT del 16 agosto, Riley scampa all'eliminazione a scapito di Husky Harris e Percy Watson. Durante l'ultima puntata della seconda stagione di NXT, Riley vince un triple treath match che vedeva coinvolti lui, McGillicutty e Kaval. Nonostante ciò, è il primo dei finalisti ad essere eliminato.

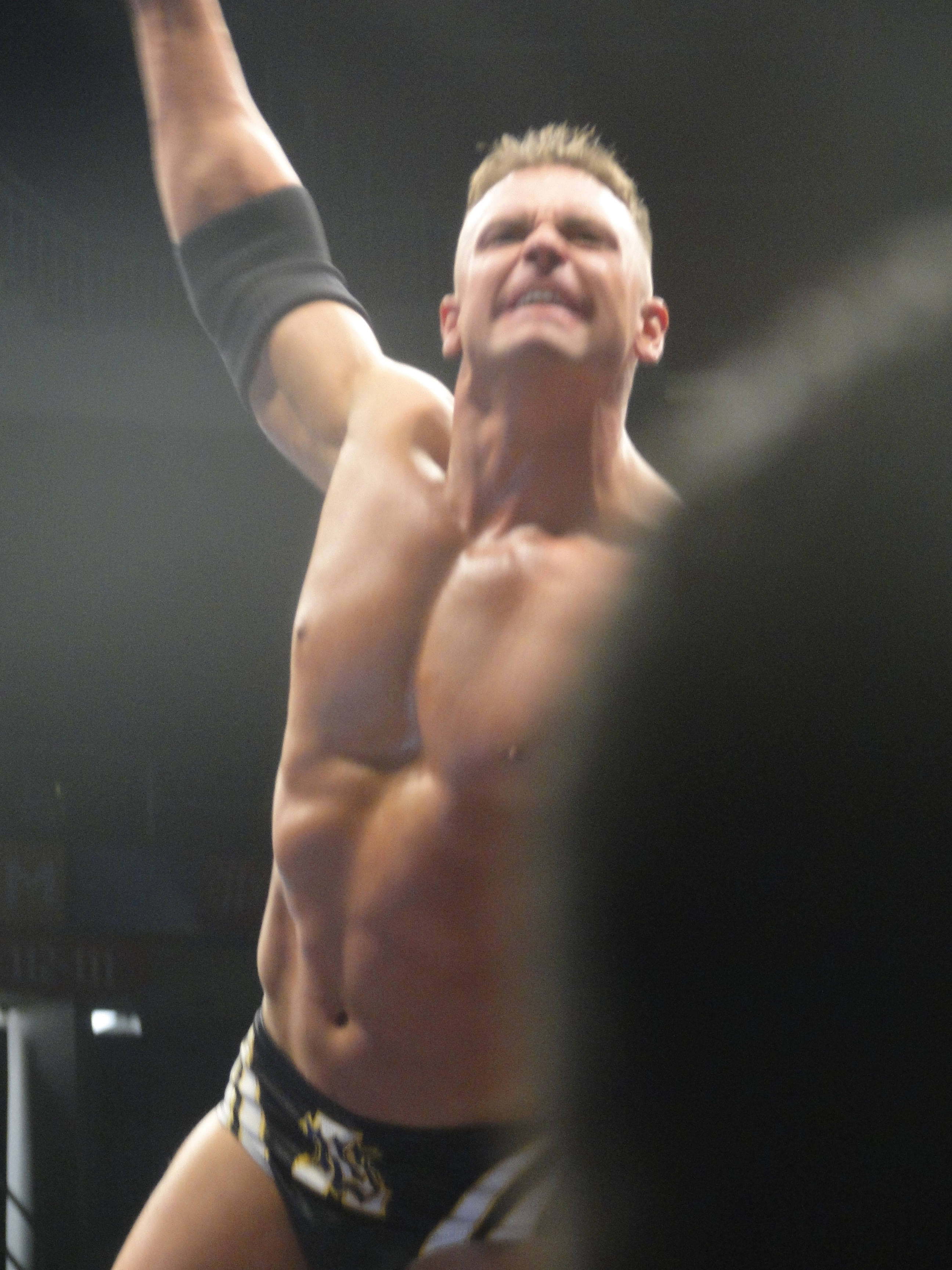
Alex Riley nel settembre del 2011

Anche se non ha vinto la seconda stagione di NXT, la WWE ha iniziato subito ad interessarsi a Riley offrendogli un contratto nel roster di Raw. The Miz, suo mentore ad NXT, lo porta durante i suoi match anche dopo la fine del reality spiegando al WWE Universe che Riley è un futuro campione e lui vuole insegnargli il mestiere. Nella puntata del 27 settembre, The Miz e Alex Riley sconfiggono in un tag team match Daniel Bryan e John Morrison. Nella puntata di Raw del 15 novembre dedicata alle leggende, Alex Riley affronta John Cena perdendo. Combatte ancora a Raw nella puntata del 22 novembre nel tentativo di qualificarsi per il King Of The Ring in rappresentanza di The Miz ma perde contro Ezekiel Jackson. La sera stessa, il suo mentore The Miz conquista il WWE Championship incassando la valigetta Money In The Bank per il roster di Raw.
The Miz e Alex Riley iniziano un feud con Randy Orton. Alex continuerà ad accompagnare The Miz per aiutarlo a difendere il titolo WWE. A TLC Riley regala la vittoria a The Miz che conserva il titolo WWE in un tables match: infatti The Miz spinge Riley verso Randy Orton che precipita sul tavolo all'esterno del ring, rompendolo.
Nella puntata di Raw del 27 dicembre, Alex Riley affronta John Morrison con una stipulazione. Se Morrison vince, potrà scegliere la stipulazione del match per il WWE Championship contro The Miz mentre se vince Riley, Morrison rinuncerà alla title shot per il titolo. Riley, dopo un match molto combattuto, viene sconfitto.
Riley partecipa alla Royal Rumble 2011: entrato col numero 34, viene eliminato dopo circa cinque minuti da John Cena. Nella puntata di Raw del 28 febbraio, Alex Riley affronta John Cena in uno steel cage match nel main event. La stipulazione era che se avesse vinto Riley, John Cena avrebbe dovuto ammettere pubblicamente la superiorità di The Miz. In caso contrario, Riley sarebbe stato licenziato (Kayfabe). Il match viene vinto da Cena e Riley viene licenziato.
Alex Riley ritorna tuttavia a Raw il 14 marzo attaccando The Great Khali durante il suo match contro The Miz. Nella puntata di Raw del 21 marzo Alex si ripresenta sul ring annunciando di essere stato riassunto sotto un altro ruolo dalla WWE e in seguito presenta The Miz che giunge sul ring per presentare la nuova cintura WWE ma durante la cerimonia i due vengono attaccati da John Cena. The Miz riesce a scappare, invece Riley subisce addirittura 3 STF dal leader della CeNation. A Wrestlemania 27, Riley assiste The Miz all'angolo durante il suo match contro John Cena, che viene vinto da Miz per interferenza di The Rock.

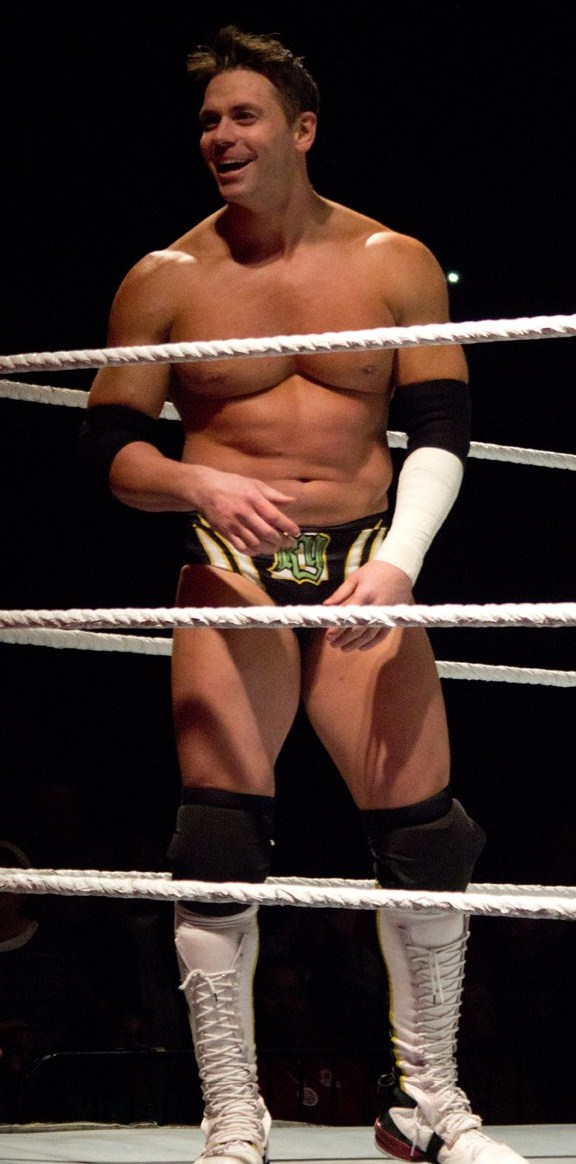
Alex Riley nel febbraio del 2013

Dopo vari diverbi con Mizanin, si riconquista la sua fiducia permettendo a Miz di vincere un Triple Treath Match valido per lo status di primo sfidante al titolo WWE contro Alberto Del Rio e Rey Mysterio. A Over The Limit 2011, The Miz non riesce a sconfiggere John Cena nell'I Quit Match. Miz dà la colpa a Riley che avrebbe dovuto aiutarlo nel corso del match ma verso la fine viene messo KO da John Cena. Nella puntata di Raw del 23 maggio, Miz se la prende con il suo allievo e lo licenzia ma quest'ultimo lo aggredisce come una furia effettuando così un Turn Face.
Nella puntata di Raw successiva, Alex combatte nel Main Event in coppia con il campione WWE John Cena contro Miz e Truth con uno Special Guest Referee: Stone Cold Steve Austin. Il match viene momentaneamente vinto dal duo face ma dopo il General Manager gira il verdetto per la imparzialità di Austin. Nella puntata di Raw All Star Night, il 13 giugno, Alex Riley e The Miz sono gli ospiti del Piper's Pit, tenuto da Roddy Piper. Il tutto sfocia in un match: Piper contro The Miz con Riley come arbitro speciale. Il match viene vinto da Piper dopo che Riley colpisce The Miz. A Capitol Punishment, Riley sconfigge The Miz.
A Money in the Bank Riley parteciperà al Raw Money in the Bank Ladder Match con Rey Misterio, Alberto Del Rio, Evan Bourne, Jack Swagger, Kofi Kingston, R-Truth e The Miz. Nel PPV Money in the Bank, non riesce a vincere l'omonimo match, vinto da Alberto Del Rio.
Nella puntata di Raw del 18 luglio Riley partecipa al 8-man Elimination WWE Championship Tournament indetto da Mr. McMahon, dopo la sconfitta di John Cena contro CM Punk al WWE Money in the Bank, insieme a R-Truth, Dolph Ziggler, Jack Swagger, Alberto Del Rio, Rey Mysterio, The Miz e Kofi Kingston. Riley verrà sconfitto al primo turno da The Miz.
Chiusa la pratica Miz, Riley inizia una faida con Dolph Ziggler e Jack Swagger, i due assistiti di Vickie Guerrero, affrontandoli varie volte a Raw, in coppia con altre Superstars Face. A Night of Champions perde il match contro Dolph Ziggler, John Morrison e Jack Swagger in un Fatal 4-Way match con in palio lo United States Championship difeso con successo da Ziggler. Il 26 settembre, a Raw, ottiene una title shot per l'Intercontinental Championship in un 10-Men Battle Royal che viene vinta da Cody Rhodes, il quale conserva il titolo. Nel mese di ottobre si infortuna, rimanendo fuori dalle scene per cinque settimane.
Riley ritorna nel corso della puntata di Superstars del 10 novembre, battendo Michael McGillicutty. Da qui, apparirà sempre più di rado a Raw, e si esibirà quasi sempre a Superstars o ad NXT, affrontando lottatori come Drew McIntyre, JTG, Johnny Curtis, Titus O'Neil, Darren Young, Jinder Mahal, Curt Hawkins e Tyler Reks.
Nel Royal Rumble match del ppv Royal Rumble 2012, entra come secondo e viene eliminato come primo da The Miz. A Superstars, fa coppia con Santino Marella provando a sconfiggere i campioni di coppia WWE Epico e Primo, ma non ci riesce. A SmackDown, prova ad aggiudicarsi una Battle Royal valevole per il posto lasciato vacante da Randy Orton nell'Elimination Chamber di SmackDown ma non riesce a vincere.

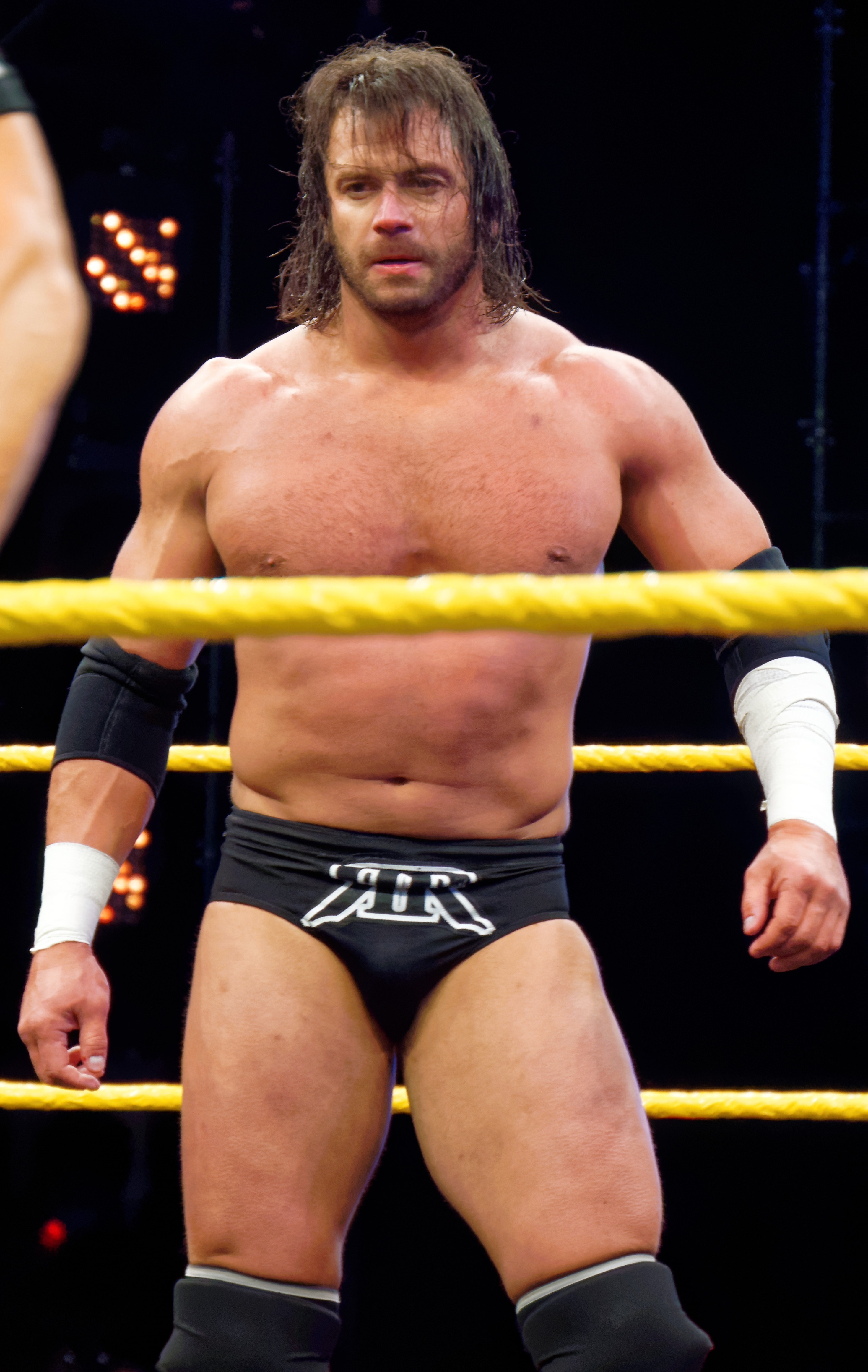
Alex Riley nell'aprile del 2016

Nell'edizione di NXT del 21 febbraio, viene sconfitto da Titus O'Neil e la stessa settimana, a Superstars, perde contro Michael McGillicutty. Ritorna ad NXT il 14 marzo, in una puntata dedicata ai Tag Teams, dove fa coppia con Watson, perdendo contro Curt Hawkins e Tyler Reks. Nella puntata di Superstars del 22 marzo, insieme a Mason Ryan, perde contro i campioni di coppia Epico e Primo. La settimana successiva, a Superstars prima di Wrestlemania, perde contro Heath Slater. Nella puntata di Raw post-WM, perde contro il debuttante Lord Tensai. Il 26 aprile, nella puntata di Superstars del 26 aprile, perde contro l'ex maestro The Miz. Nella puntata di NXT del 2 maggio, interrompe la sua losing streak, quando insieme a Tyson Kidd sconfigge, JTG e Johnny Curtis. L'11 di maggio, a SmackDown, però perde contro Antonio Cesaro. Il 17 di maggio a Superstars perde di nuovo contro Heath Slater. Ad Over the Limit, PPV che dette ad Alex lo slancio nell'edizione dell'anno precedente, partecipa ad una Battle Royal a 20 uomini, nella quale il vincitore avrebbe scelto un campione secondario da sfidare con la cintura in palio, rimanendo fra gli ultimi cinque sul ring, ma viene eliminato dal suo ex mentore di NXT, The Miz. Nella puntata di Raw del 28 maggio, Riley appare nel backstage con Big Show e viene picchiato dal gigante. Perde anche a Superstars la stessa settimana contro Tensai. Nella puntata di Superstars del 7 giugno viene sconfitto anche da Jinder Mahal. A No Way Out, interviene nel main event Steel Cage fra John Cena e Big Show, aiutando Cena a vincere e ponendo quindi fine all'era People Power di John Laurinaitis.
Nella puntata speciale di SmackDown Great American Bash del 3 luglio viene sconfitto anche da Dolph Ziggler in un match valido per la partecipazione al Money in the Bank. A Superstars, inoltre, perde contro Antonio Cesaro, Jinder Mahal e Cody Rhodes. A NXT del 25 luglio perde ancora contro Cesaro. Il 6 agosto, ottiene un'importantissima vittoria a Raw, battendo il Mr. Money in the Bank Dolph Ziggler con un roll-up, grazie al prezioso aiuto di Chris Jericho. Il 16 agosto, a Superstars, è nuovamente vittorioso, contro Drew McIntyre. Nell'edizione successiva del 23 agosto di Superstars riesce di nuovo a sconfiggere Drew McIntyre aumentando così la sua winning streak a 3-0. Tuttavia il 30 agosto a Superstars viene sconfitto da Jinder Mahal interrompendo la Winning Streak. A Saturday Morning Slam, riesce però a battere l'indiano. Il 6 settembre, perde a Superstars contro Damien Sandow. Qualche giorno dopo, viene reso noto l'infortunio di Alex Riley al ginocchio e al gomito e l'atleta si dovrà operare; il recupero dovrebbe essere di un mese circa. Riley fa il suo ritorno sul ring nell'edizione di NXT del 17 ottobre, sconfiggendo Jinder Mahal. Il 15 febbraio 2013 viene sconfitto ad NXT da Corey Graves. Il 10 gennaio Riley fa coppia con Derrick Bateman e prende parte ad un torneo per decretare i primi NXT Tag Team Champions venendo sconfitti da Kassius Ohno & Leo Kruger. A Main Event del 17 aprile Alex Riley compete in una 11-man battle royal per determinare il primo sfidante all'Intercontinental Championship ma viene eliminato da Primo.
Dal 28 giugno, dopo il licenziamento di Matt Striker, diventa color commentator di WWE Superstars. Il 6 maggio viene rilasciato ufficialmente dalla WWE.

## Personaggio

### Mosse finali
- Lifting implant DDT
- Spinning fireman's carry cutter

### Soprannomi
- "A-Ry"
- "Varsity Villain"

### Musiche d'ingresso
- Turntables of Destruction di Bryan New
- I Came to Play dei Downstait (con The Miz)
- Say It to My Face dei Downstait

## Titoli e riconoscimenti
- Florida Championship Wrestling
  - FCW Florida Heavyweight Championship (1)
- Pro Wrestling Illustrated
  - 105º tra i 500 migliori wrestler singoli nella PWI 500 (2011)

## Filmografia

### Cinema
- Glass Jaw, regia di Jeff Celentano (2018)
- Bennett's War, regia di Alex Ranarivelo (2019)

### Televisione
- GLOW – serie TV, un episodio (2017)